# Joseph Ujlaki
Joseph Ujlaki (Budapest, Hungría, 10 de agosto de 1929-Sète, Francia, 13 de febrero de 2006), nacido como József Újlaki (en húngaro: Újlaki József), fue un futbolista húngaro naturalizado francés, que se desempeñaba como delantero.

## Selección nacional
Se nacionalizó francés en 1952, gracias a su matrimonio con una francesa. Fue internacional con la selección de Francia en 21 ocasiones y convirtió 10 goles.

## Clubes
| Club            | País    | Año       |
| --------------- | ------- | --------- |
| Stade Français  | Francia | 1948      |
| FC Sète 34      | Francia | 1948-1950 |
| Nîmes Olympique | Francia | 1950-1953 |
| OGC Niza        | Francia | 1953-1958 |
| RC Paris        | Francia | 1958-1964 |
| FC Metz         | Francia | 1964-1965 |
| AS Aixoise      | Francia | 1965-1966 |

## Palmarés

### Campeonatos nacionales
| Título          | Club     | País    | Año  |
| --------------- | -------- | ------- | ---- |
| Copa de Francia | OGC Niza | Francia | 1954 |
| Division 1      | OGC Niza | Francia | 1956 |